# Dmitri Voronkov
Dmitri Sergueïevitch Voronkov - en russe : Дмитрий Сергеевич Воронков - (né le 10 septembre 2000 à Angarsk en Russie) est un joueur professionnel russe de hockey sur glace. Il évolue au poste d'attaquant.

## Biographie

### Carrière en club
Formé au Iermak Angarsk, il joue ses premiers matchs en senior dans la VHL en 2017-2018. Il est recruté la saison suivante par les Ak Bars Kazan avec qui il débute dans la Ligue continentale de hockey. Lors du repêchage d'entrée dans la LNH 2019, il est choisi au quatrième tour, à la cent-quatorzième position au total par les Blue Jackets de Columbus.
En avril 2021, lors de la finale de la conférence est de la Coupe Gagarine disputée contre l'Avangard Omsk, Voronkov se jette sur un lancer d'Oliwer Kaski qui lui casse la mâchoire. Il revient au jeu en cours de match et enregistre une assistance sur un but en cage vide de Kirill Petrov. Deux jours plus tard, lors du septième match de la série, il compte un but et deux assistances alors que son équipe s'incline 4-3 en prolongation. Voronkov compte dix points dont six buts en quinze matchs, les meilleurs totaux des Ak Bars Kazan lors de ses séries éliminatoires.
En 2023, il part en Amérique du Nord et est assigné aux Monsters de Cleveland, club-école des Blue Jackets dans la Ligue américaine de hockey. Il joue son premier match dans la Ligue nationale de hockey avec les Blue Jackets le 26 octobre 2023 face aux Canadiens de Montréal et enregistre une assistance. Il marque son premier but le 30 octobre 2023 face aux Stars de Dallas.

### Carrière internationale
Il représente la Russie au niveau international. Il prend part aux sélections jeunes. Il honore sa première sélection senior le 17 décembre 2020 face à la Suède. Deux jours après, il enregistre une assistance lors de son deuxième match contre la Tchéquie. Il marque ses deux premiers buts le 20 décembre 2020 contre la Finlande.

## Statistiques

### En club
| Saison    | Équipe                   | Ligue |    | Saison régulière | Saison régulière | Saison régulière | Saison régulière | Saison régulière |   | Séries éliminatoires | Séries éliminatoires | Séries éliminatoires | Séries éliminatoires | Séries éliminatoires |
| Saison    | Équipe                   | Ligue | PJ | B                | A                | Pts              | Pun              | PJ               | B | A                    | Pts                  | Pun                  |                      |                      |
| 2017-2018 | Iermak Angarsk           | VHL   | 14 | 0                | 0                | 0                | 6                | -                | - | -                    | -                    | -                    |                      |                      |
| 2018-2019 | Ak Bars Kazan            | KHL   | 3  | 0                | 0                | 0                | 0                | 1                | 0 | 0                    | 0                    | 0                    |                      |                      |
| 2018-2019 | Bars Kazan               | VHL   | 50 | 7                | 7                | 14               | 49               | -                | - | -                    | -                    | -                    |                      |                      |
| 2018-2019 | Irbis Kazan              | MHL   | 3  | 1                | 1                | 2                | 33               | -                | - | -                    | -                    | -                    |                      |                      |
| 2019-2020 | Ak Bars Kazan            | KHL   | 34 | 5                | 7                | 12               | 29               | 4                | 1 | 1                    | 2                    | 0                    |                      |                      |
| 2020-2021 | Ak Bars Kazan            | KHL   | 53 | 7                | 12               | 19               | 41               | 15               | 6 | 4                    | 10                   | 8                    |                      |                      |
| 2021-2022 | Ak Bars Kazan            | KHL   | 38 | 7                | 5                | 12               | 36               | 6                | 0 | 1                    | 1                    | 6                    |                      |                      |
| 2022-2023 | Ak Bars Kazan            | KHL   | 54 | 18               | 13               | 31               | 51               | 24               | 8 | 4                    | 12                   | 16                   |                      |                      |
| 2023-2024 | Monsters de Cleveland    | LAH   | 75 | 18               | 16               | 34               | 52               | -                | - | -                    | -                    | -                    |                      |                      |
| 2023-2024 | Blue Jackets de Columbus | LNH   | 4  | 0                | 1                | 1                | 2                | -                | - | -                    | -                    | -                    |                      |                      |

### En équipe nationale
| Année | Compétition                 |   | PJ | B | A | Pts | Pun | +/-               |  | Résultat |
| 2020  | Championnat du monde junior | 7 | 3  | 4 | 7 | 16  | +6  | Médaille d'argent |  |          |
| 2021  | Championnat du monde        | 8 | 2  | 4 | 6 | 0   | +5  | 5e place          |  |          |
| 2022  | Jeux olympiques             | 6 | 0  | 1 | 1 | 29  | +1  | Médaille d'argent |  |          |